# Aeshna interrupta
Aeshna interrupta – gatunek ważki z rodziny żagnicowatych (Aeshnidae). Występuje na terenie Ameryki Północnej.